# هندسة العمليات الرطبة
هندسة العمليات الرطبة (بالإنجليزية: Wet processing engineering)‏ هي إحدى الفروع الرئيسية لهندسة النسيج، وهي ربط لهندسة العمليات الكيميائية للنسيج مع العلوم التطبيقية. الفروع الأخرى الرئيسية لهندسة النسيج هي هندسة صناعة الخيوط وهندسة صناعة النسيج وهندسة صناعة الألبسة.
والعمليات الرطبة هو مصطلح يستخدم بمعان مختلفة، ويستخدم أيضًا في الإنهاء الرطب:
1. الإنهاء باستخدام محلول مائي (على عكس الإنهاء الجاف حيث يستخدم محلول من مذيب عضوي).
2. عمليات معالجة رطبة في تقنية الإنهاء مثل الدكتزة الرطبة والغلي القلوي والقصر والمرسرة والكربنة والصباغة، إلخ.
3. معالجة تحضيرية لجميع عمليات الإنهاء التي تسبق الصباغة، أي إضافة إلى العمليات المذكورة في 2، عملية التشييط والتثبيت الحراري وتنفيش الوبرة، إلخ.

## الماء
معظم الماء المستخدم في صناعة النسيج هو من ماء الآبار. والمشكلة الأساسية أن هذه المياه تكون عسرة بسبب وجود أملاح المعادن المنحلة تتضمن الكالسيوم والمغنزيوم. وتساهم أملاح الحديد والألمنيوم والنحاس أيضًا في القساوة ولكن تأثيرها أقل. استخدام الماء العسر في العمليات الرطبة يمكن أن يسبب الكثير من المشاكل مثل حجر المراجل والتفاعل مع المنظفات والأصبغة. يمكن إزالة عسرة المياه بعدة طرق منها الغلي (إزالة العسرة الؤقتة) وبالتبادل الأيوني.

## عمليات التحضير
تتضمن العمليات الرئيسية في التحضير:
- التشييط
- إزالة البوش
- الغلي القلوي
- القصر والتبييض
- المرسرة
- الصباغة
- الطباعة
- إنهاء النسيج

### التشييط
التشييط هي عملية تزال فيها الألياف البارزة عن سطح النسيج أو الخيط لإظهار معالمه وتركيبه النسيجي. ويمكن ذلك بعدة طرق أهمها التشييط باللهب أو بمرور المادة النسيجي على تماس مع صفائح معدنية ساخنة. وقد استخدمت الأنزيمات مؤخرًا لما لها من مزايا مثل حفظ متانة القماش والضبط الأفضل للعملية. وقد استخدم أنزيم السليولاز لمعالجة الأقمشة السليولوز.